# كريس ويليامسون (مغنية)
كريس ويليامسون (بالإنجليزية: Cris Williamson)‏ هي ملحنة ومغنية مؤلفة ومغنية أمريكية، ولدت في 1947 في داكوتا الجنوبية في الولايات المتحدة.

## وصلات خارجية
- الموقع الرسمي
- كريس ويليامسون على موقع ميوزك برينز (الإنجليزية)
- كريس ويليامسون على موقع أول ميوزيك (الإنجليزية)
- كريس ويليامسون على موقع ديسكوغز (الإنجليزية)